# 北海道第6区
北海道第6区（ほっかいどうだい6く）は、日本の衆議院議員総選挙における選挙区。1994年（平成6年）の公職選挙法改正で設置され、2002年（平成14年）より、北海道上川支庁管内をその区域とする。

## 区域

### 現在の区域
2017年（平成29年）公職選挙法改正以降の区域は以下のとおりである。2017年の小選挙区改定により、幌加内町は10区から本区へ移行された。
- 旭川市
- 士別市
- 名寄市
- 富良野市
- 北海道上川総合振興局管内

### 2002年から2017年までの区域
2013年（平成25年）公職選挙法改正から2017年の小選挙区改定までの区域は以下のとおりである。
- 旭川市
- 士別市
- 名寄市
- 富良野市
- 北海道上川総合振興局管内
  - 鷹栖町
  - 東神楽町
  - 当麻町
  - 比布町
  - 愛別町
  - 上川町
  - 東川町
  - 美瑛町
  - 上富良野町
  - 中富良野町
  - 南富良野町
  - 占冠村
  - 和寒町
  - 剣淵町
  - 下川町
  - 美深町
  - 音威子府村
  - 中川町

2002年（平成14年）公職選挙法改正から2013年の小選挙区改定までの区域は以下のとおりである。旧7区の区域より、旭川市以外の上川支庁管内が本区に合区された。
- 旭川市
- 士別市
- 名寄市
- 富良野市
- 上川支庁管内

### 2002年以前の区域
1994年（平成6年）公職選挙法改正から2002年の小選挙区改定までの区域は以下のとおりである。
- 旭川市

## 歴史
旭川市単独の選挙区であった第41回・第42回の選挙では、佐々木秀典が小選挙区で当選していた。
上川支庁全域に区域が拡大された以降は、旧6区の今津寛と旧7区の金田英行の間でいわゆるコスタリカ方式がとられ、第43回衆議院議員総選挙では今津寛が小選挙区に立候補、佐々木を破り当選した。佐々木秀典は比例で復活当選し、金田英行は比例単独立候補で当選した。
佐々木秀典が引退した第44回衆議院議員総選挙では、小選挙区に金田英行が立候補したが、佐々木隆博（佐々木秀典と縁戚関係はない）が当選した（金田はこの落選により政界引退）。今津寛は比例単独立候補で当選した。佐々木は第45回衆議院議員総選挙でも追い風に乗り議席を守ったが、第46回衆議院議員総選挙では今津に大差で敗れ、議席を失った。第47回衆議院議員総選挙では佐々木が返り咲き、今津は比例復活となった。第48回衆議院議員総選挙では佐々木が今津に比例復活を許さず当選した。
第49回衆議院議員総選挙を前に佐々木は世代交代を理由に不出馬を表明し、前旭川市長の西川将人が立憲民主党から出馬したが、新型コロナウイルス対応および旭川女子中学生いじめ凍死事件での対応が批判され、自民党新人で今津の後継にあたる元道議会議員の東国幹に大差をつけられ比例復活も叶わず落選となった。
第50回衆議院議員総選挙でも東は再選を果たしたが自民党の裏金問題の影響で差を広げる事ができず、前回落選だった西川の復活当選を許す格好となった。

## 小選挙区選出議員
| 選挙名                 | 年                 | 当選者     | 党派       |
| ---------------------- | ------------------ | ---------- | ---------- |
| 第41回衆議院議員総選挙 | 1996年（平成8年）  | 佐々木秀典 | 民主党     |
| 第42回衆議院議員総選挙 | 2000年（平成12年） | 佐々木秀典 | 民主党     |
| 第43回衆議院議員総選挙 | 2003年（平成15年） | 今津寛     | 自由民主党 |
| 第44回衆議院議員総選挙 | 2005年（平成17年） | 佐々木隆博 | 民主党     |
| 第45回衆議院議員総選挙 | 2009年（平成21年） | 佐々木隆博 | 民主党     |
| 第46回衆議院議員総選挙 | 2012年（平成24年） | 今津寛     | 自由民主党 |
| 第47回衆議院議員総選挙 | 2014年（平成26年） | 佐々木隆博 | 民主党     |
| 第48回衆議院議員総選挙 | 2017年（平成29年） | 佐々木隆博 | 立憲民主党 |
| 第49回衆議院議員総選挙 | 2021年（令和3年）  | 東国幹     | 自由民主党 |
| 第50回衆議院議員総選挙 | 2024年（令和6年）  | 東国幹     | 自由民主党 |

## 選挙結果
時の内閣：第1次石破内閣 解散日：2024年10月9日 公示日：2024年10月15日
当日有権者数：39万9796人 最終投票率：55.30%（前回比：1.56%） （全国投票率：53.85%（2.08%））
| 当落 | 候補者名 | 年齢 | 所属党派   | 新旧 | 得票数    | 得票率 | 惜敗率 | 推薦・支持               | 重複 |
| ---- | -------- | ---- | ---------- | ---- | --------- | ------ | ------ | ------------------------ | ---- |
| 当   | 東国幹   | 56   | 自由民主党 | 前   | 100,694票 | 46.88% | ――     | 公明党・新党大地推薦     | ○    |
| 比当 | 西川将人 | 55   | 立憲民主党 | 新   | 94,193票  | 43.85% | 93.54% | 社会民主党北海道連合支持 | ○    |
|      | 荻生和敏 | 74   | 日本共産党 | 新   | 19,909票  | 9.27%  | 19.77% |                          |      |

時の内閣：第1次岸田内閣 解散日：2021年10月14日 公示日：2021年10月19日
当日有権者数：41万5008人 最終投票率：56.86%（前回比：2.60%） （全国投票率：55.93%（2.25%））
| 当落 | 候補者名 | 年齢 | 所属党派                             | 新旧 | 得票数    | 得票率 | 惜敗率 | 推薦・支持               | 重複 |
| ---- | -------- | ---- | ------------------------------------ | ---- | --------- | ------ | ------ | ------------------------ | ---- |
| 当   | 東国幹   | 53   | 自由民主党                           | 新   | 128,670票 | 55.50% | ――     | 公明党・新党大地推薦     | ○    |
|      | 西川将人 | 52   | 立憲民主党                           | 新   | 93,403票  | 40.29% | 72.59% | 社会民主党北海道連合支持 | ○    |
|      | 齊藤忠行 | 30   | NHKと裁判してる党 弁護士法72条違反で | 新   | 9,776票   | 4.22%  | 7.60%  |                          | ○    |

時の内閣：第3次安倍第3次改造内閣 解散日：2017年9月28日 公示日：2017年10月10日
当日有権者数：43万1012人 最終投票率：59.48%（前回比：4.39%） （全国投票率：53.68%（1.02%））
| 当落 | 候補者名   | 年齢 | 所属党派   | 新旧 | 得票数    | 得票率 | 惜敗率 | 推薦・支持       | 重複 |
| ---- | ---------- | ---- | ---------- | ---- | --------- | ------ | ------ | ---------------- | ---- |
| 当   | 佐々木隆博 | 68   | 立憲民主党 | 前   | 136,312票 | 54.49% | ――     |                  |      |
|      | 今津寛     | 71   | 自由民主党 | 前   | 113,851票 | 45.51% | 83.52% | 公明党・新党大地 | ○    |

- 佐々木は立憲民主党の小選挙区候補者の中で唯一、比例重複立候補を行わなかった。

時の内閣：第2次安倍改造内閣 解散日：2014年11月21日 公示日：2014年12月2日
当日有権者数：43万198人 最終投票率：55.09%（前回比：1.75%） （全国投票率：52.66%（6.66%））
| 当落 | 候補者名   | 年齢 | 所属党派   | 新旧 | 得票数    | 得票率 | 惜敗率 | 推薦・支持 | 重複 |
| ---- | ---------- | ---- | ---------- | ---- | --------- | ------ | ------ | ---------- | ---- |
| 当   | 佐々木隆博 | 65   | 民主党     | 元   | 104,595票 | 45.28% | ――     |            | ○    |
| 比当 | 今津寛     | 68   | 自由民主党 | 前   | 101,748票 | 44.05% | 97.28% | 公明党     | ○    |
|      | 荻生和敏   | 65   | 日本共産党 | 新   | 24,656票  | 10.67% | 23.57% |            |      |

時の内閣：野田第3次改造内閣 解散日：2012年11月16日 公示日：2012年12月4日
当日有権者数：43万5032人 最終投票率：56.84%（前回比：16.18%） （全国投票率：59.32%（9.96%））
| 当落 | 候補者名   | 年齢 | 所属党派   | 新旧 | 得票数    | 得票率 | 惜敗率 | 推薦・支持 | 重複 |
| ---- | ---------- | ---- | ---------- | ---- | --------- | ------ | ------ | ---------- | ---- |
| 当   | 今津寛     | 66   | 自由民主党 | 前   | 103,064票 | 42.95% | ――     |            | ○    |
|      | 佐々木隆博 | 63   | 民主党     | 前   | 69,272票  | 28.86% | 67.21% |            | ○    |
|      | 安住太伸   | 42   | みんなの党 | 新   | 48,736票  | 20.31% | 47.29% |            | ○    |
|      | 荻生和敏   | 63   | 日本共産党 | 新   | 18,915票  | 7.88%  | 18.35% |            |      |

時の内閣：麻生内閣 解散日：2009年7月21日 公示日：2009年8月18日
当日有権者数：44万855人 最終投票率：73.02%（前回比：2.77%） （全国投票率：69.28%（1.77%））
| 当落 | 候補者名   | 年齢 | 所属党派   | 新旧 | 得票数    | 得票率 | 惜敗率 | 推薦・支持 | 重複 |
| ---- | ---------- | ---- | ---------- | ---- | --------- | ------ | ------ | ---------- | ---- |
| 当   | 佐々木隆博 | 60   | 民主党     | 前   | 175,879票 | 55.43% | ――     |            | ○    |
|      | 今津寛     | 62   | 自由民主党 | 前   | 119,964票 | 37.81% | 68.21% |            | ○    |
|      | 萩生和敏   | 59   | 日本共産党 | 新   | 17,884票  | 5.64%  | 10.17% |            | ○    |
|      | 武田慎一   | 42   | 幸福実現党 | 新   | 3,554票   | 1.12%  | 2.02%  |            |      |

- 今津は後に比例選出の町村信孝が補選に出馬するため議員辞職したため繰り上げ当選。

時の内閣：第2次小泉改造内閣 解散日：2005年8月8日 公示日：2005年8月30日
当日有権者数：44万7312人 最終投票率：70.25%（前回比：6.82%） （全国投票率：67.51%（7.65%））
| 当落 | 候補者名   | 年齢 | 所属党派   | 新旧 | 得票数    | 得票率 | 惜敗率 | 推薦・支持 | 重複 |
| ---- | ---------- | ---- | ---------- | ---- | --------- | ------ | ------ | ---------- | ---- |
| 当   | 佐々木隆博 | 56   | 民主党     | 新   | 143,860票 | 46.66% | ――     |            | ○    |
|      | 金田英行   | 62   | 自由民主党 | 前   | 141,099票 | 45.77% | 98.08% |            | ○    |
|      | 田辺八郎   | 62   | 日本共産党 | 新   | 23,343票  | 7.57%  | 16.23% |            |      |

- 佐々木は引退した佐々木秀典の後継。同姓だが血縁関係はない。

時の内閣：第1次小泉第2次改造内閣 解散日：2003年10月10日 公示日：2003年10月28日
当日有権者数：44万7913人 最終投票率：63.43%（前回比：1.6%） （全国投票率：59.86%（2.63%））
| 当落 | 候補者名   | 年齢 | 所属党派   | 新旧 | 得票数    | 得票率 | 惜敗率 | 推薦・支持 | 重複 |
| ---- | ---------- | ---- | ---------- | ---- | --------- | ------ | ------ | ---------- | ---- |
| 当   | 今津寛     | 57   | 自由民主党 | 元   | 112,270票 | 40.16% | ――     |            | ○    |
| 比当 | 佐々木秀典 | 69   | 民主党     | 前   | 111,656票 | 39.94% | 99.45% |            | ○    |
|      | 西川将人   | 35   | 無所属     | 新   | 37,518票  | 13.42% | 33.42% |            | ×    |
|      | 中野芳宣   | 55   | 日本共産党 | 新   | 18,144票  | 6.49%  | 16.16% |            |      |

- 西川は2006年に旭川市長選挙に立候補し当選。

時の内閣：第1次森内閣 解散日：2000年6月2日 公示日：2000年6月13日 最終投票率：65.03% （全国投票率：62.49%（2.84%））
| 当落 | 候補者名   | 年齢 | 所属党派   | 新旧 | 得票数   | 得票率 | 惜敗率 | 推薦・支持 | 重複 |
| ---- | ---------- | ---- | ---------- | ---- | -------- | ------ | ------ | ---------- | ---- |
| 当   | 佐々木秀典 | 65   | 民主党     | 前   | 70,680票 | 39.95% | ――     |            | ○    |
|      | 今津寛     | 53   | 自由民主党 | 元   | 68,781票 | 38.87% | 97.31% |            | ○    |
|      | 真下紀子   | 43   | 日本共産党 | 新   | 21,376票 | 12.08% | 30.24% |            |      |
|      | 西川将人   | 31   | 自由党     | 新   | 16,104票 | 9.10%  | 22.78% |            | ○    |

- 真下は2003年北海道議会議員選挙に出馬し、当選

時の内閣：第1次橋本内閣 解散日：1996年9月27日 公示日：1996年10月8日 （全国投票率：59.65%（8.11%））
| 当落 | 候補者名   | 年齢 | 所属党派   | 新旧 | 得票数   | 得票率 | 惜敗率 | 推薦・支持 | 重複 |
| ---- | ---------- | ---- | ---------- | ---- | -------- | ------ | ------ | ---------- | ---- |
| 当   | 佐々木秀典 | 62   | 民主党     | 前   | 76,572票 | 48.72% | ――     |            | ○    |
|      | 今津寛     | 50   | 自由民主党 | 前   | 46,609票 | 29.66% | 60.87% |            | ○    |
|      | 荻生和敏   | 46   | 日本共産党 | 新   | 16,992票 | 10.81% | 22.19% |            |      |
|      | 佐々木栄一 | 25   | 無所属     | 新   | 16,982票 | 10.81% | 22.18% |            | ×    |